# كلاوس هانسن
كلاوس هانسن (بالنرويجية البوكمول: Klaus Hanssen)‏ هو طبيب وسياسي نرويجي، ولد في 23 مايو 1844 في النرويج، وتوفي في 19 ديسمبر 1914 في نفس البلد. حزبياً، نشط في الحزب الليبرالي. وقد انتخب عضو برلمان النرويج ‏.